# Lliga catalana de bàsquet masculina 1988-1989
Fou la 9a edició de la Lliga catalana de bàsquet, guanyada per la Penya per tercera vegada consecutiva. Els participants foren els mateixos de la temporada anterior, amb la diferència que la secció de bàsquet del RCD Espanyol havia estat venuda a Unipublic, pel que ja no tenia cap mena de relació amb el club. El sistema de competició és igual a l'anterior edició, amb la diferència que els partits es reparteixen per diferents llocs de Catalunya.

## Fase de grups

### Grup A
Partits jugats a Pineda de Mar, Castell-Platja d'Aro i Vilaseca-Salou
| Pos | Equip             | J | G | P | P.F. | P.C. | +/- | Classificació            |
| --- | ----------------- | - | - | - | ---- | ---- | --- | ------------------------ |
| 1   | Joventut          | 2 | 2 | 0 | 167  | 151  | +16 | Classificat per la final |
| 2   | Granollers        | 2 | 1 | 1 | 171  | 151  | +20 |                          |
| 3   | Sant Josep Girona | 2 | 0 | 2 | 155  | 191  | -36 |                          |

|                           | JOV | GRA   | SJG    |
| Club Joventut de Badalona |     | 77-70 | 90-81  |
| CB Granollers             |     |       | 101-74 |
| CB Sant Josep Girona      |     |       |        |

### Grup B
Partits jugats a Valls i Vic
| Pos | Equip     | J | G | P | P.F. | P.C. | +/- | Classificació            |
| --- | --------- | - | - | - | ---- | ---- | --- | ------------------------ |
| 1   | Barcelona | 2 | 1 | 1 | 181  | 167  | +14 | Classificat per la final |
| 2   | Grupo IFA | 2 | 1 | 1 | 172  | 174  | -2  |                          |
| 3   | Manresa   | 2 | 1 | 1 | 147  | 159  | -12 |                          |

|              | BAR | IFA    | MAN   |
| FC Barcelona |     | 94-100 | 87-67 |
| Grupo IFA    |     |        | 72-80 |
| Manresa EB   |     |        |       |

## Final
| 24 desembre 1988 19:00 | Club Joventut de Badalona                                          | '78'–74 | FC Barcelona                                                                       | Palau d'Esports, Barcelona Àrbitres: Sanchis, Alzuria |
| 24 desembre 1988 19:00 | Resultat per meitats: 43–33, 35–41                                 |         |                                                                                    | Palau d'Esports, Barcelona Àrbitres: Sanchis, Alzuria |
| 24 desembre 1988 19:00 | Pts: Villacampa 20 Rebs: Jones 11 Assist: Margall 3 Rec: Margall 4 |         | Pts: San Epifanio, Trumbo 13 Rebs: Waiters 10 Assist: Solozábal 5 Rec: Solozábal 4 | Palau d'Esports, Barcelona Àrbitres: Sanchis, Alzuria |

| Joventut |  | Barcelona |

| Cinc inicial: | Cinc inicial: | Cinc inicial:        | P   | R   | A   |
| ------------- | ------------- | -------------------- | --- | --- | --- |
| B             | 10            | José Antonio Montero | 15  | 5   | 0   |
| A             | 8             | Jordi Villacampa     | 20  | 1   | 0   |
| A             | 7             | Josep Maria Margall  | 11  | 1   | 3   |
| AP            | 9             | Reggie Johnson       | 13  | 6   | 2   |
| P             | 11            | Earl Jones           | 6   | 11  | 1   |
| Suplents:     | Suplents:     | Suplents:            | P   | R   | A   |
| P             | 4             | Carlos Ruf           | NVP | NVP | NVP |
| B             | 5             | Rafael Jofresa       | 3   | 0   | 1   |
| B             | 6             | Tomàs Jofresa        | NVP | NVP | NVP |
| B             | 12            | Juan Antonio Morales | 6   | 4   | 0   |
| A             | 13            | Daniel Pérez         | NVP | NVP | NVP |
| AP            | 14            | Juan Rosa            | NVP | NVP | NVP |
| E             | 15            | Jordi Pardo          | 4   | 1   | 0   |
| Entrenador:   |               |                      |     |     |     |
| Alfred Julbe  |               |                      |     |     |     |

| Campió de la Lliga Catalana 1987       |
| -------------------------------------- |
| Club Joventut de Badalona Tercer títol |

| Cinc inicial:       | Cinc inicial: | Cinc inicial:     | P   | R   | A   |
| ------------------- | ------------- | ----------------- | --- | --- | --- |
| B                   | 7             | Ignacio Solozábal | 6   | 3   | 5   |
| A                   | 15            | Epi               | 13  | 1   | 0   |
| A                   | 6             | Cándido Sibilio   | 11  | 4   | 4   |
| P                   | 14            | Audie Norris      | 6   | 4   | 0   |
| P                   | 13            | Granville Waiters | 10  | 10  | 0   |
| Suplents:           | Suplents:     | Suplents:         | P   | R   | A   |
| A                   | 4             | Andrés Jiménez    | 11  | 5   | 1   |
| B                   | 5             | Joaquim Costa     | 4   | 0   | 1   |
| P                   | 8             | Steve Trumbo      | 13  | 6   | 1   |
| AP                  | 10            | Santiago Abad     | NVP | NVP | NVP |
| B                   | 11            | Jordi Soler       | NVP | NVP | NVP |
| Entrenador:         |               |                   |     |     |     |
| Aíto García Reneses |               |                   |     |     |     |